# Forte San Giacomo
Il forte San Giacomo - già forte San Lorenzo - è stato un edificio difensivo posto a salvaguardia del litorale costiero savonese, nei pressi della odierna località di Vado Ligure in provincia di Savona.

## Storia e descrizione

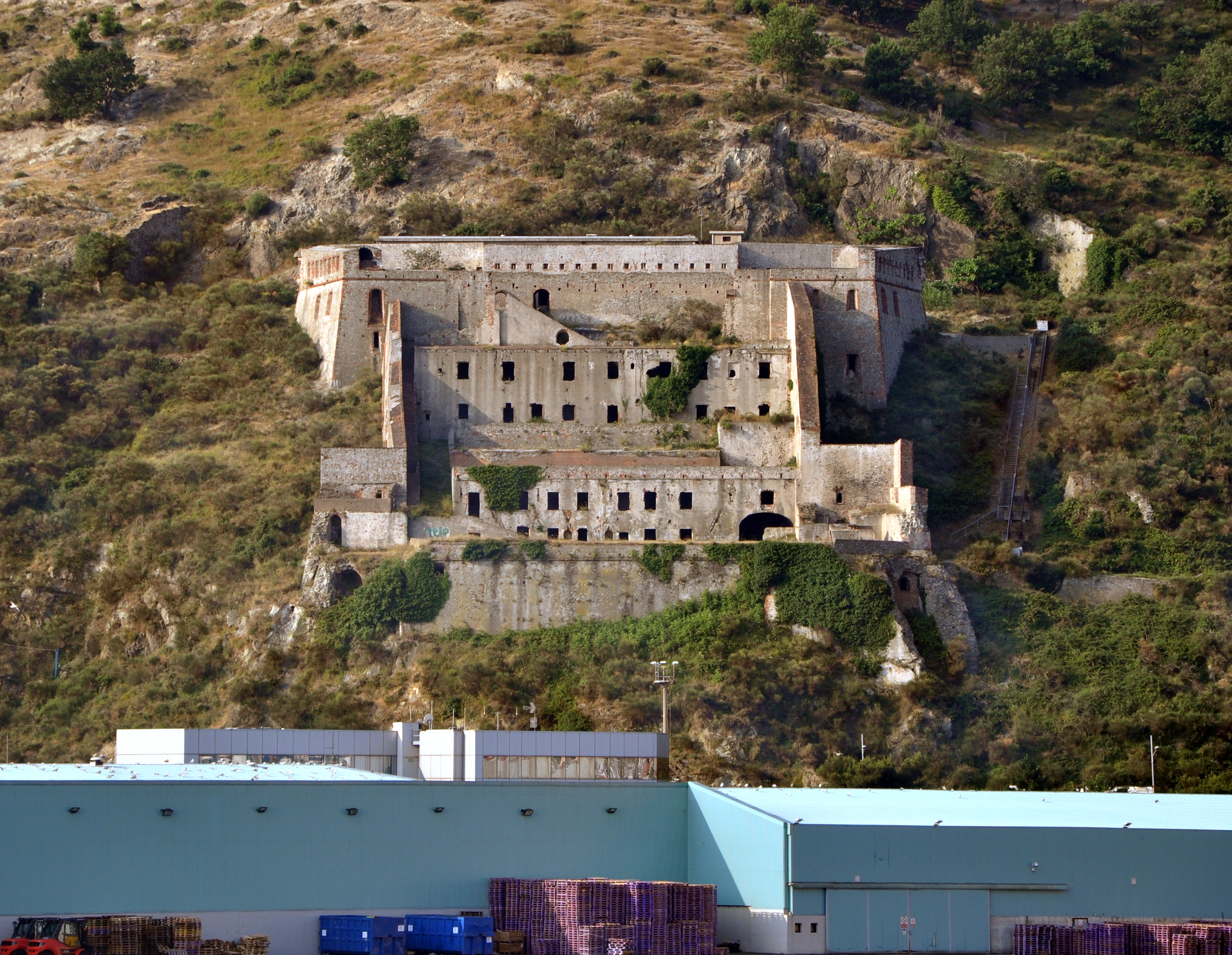
Altra visuale del forte

Il forte, originariamente denominato San Lorenzo, fu edificato a partire dal 1757 e terminato nel 1759 sulle rovine del precedente forte di San Lorenzo esistente sul Capo di Vado e demolito nel 1658.
I lavori per la sua riedificazione furono affidati inizialmente all'architetto militare e maresciallo di campo Antonio Federico Flobert che il 6 giugno diede l'inizio ai lavori. L'impiego di materiali a basso costo, le sempre più frequenti infiltrazioni d'acqua e altre problematiche legate ai tempi di realizzazione metteranno in cattiva luce l'operato del Flobert; lo stesso cartografo e ingegnere Matteo Vinzoni lo definì "poco buono ingegnere", influenzando il senato genovese a scegliere nel 1758 il colonnello ingegnere Decotte per il completamento dell'opera.
La nuova direzione tecnica evidenziò le varie problematiche strutturali e soprattutto difensive, il forte era infatti, come i precedenti forti San Lorenzo e Santo Stefano, ben piazzato strategicamente ma troppo esposto ad eventuali attacchi "alle spalle", le quali porteranno come unica soluzione definita la costruzione di una possente fortezza che inglobasse il già presente forte di Santo Stefano con il nuovo forte di San Giacomo. Ancora oggi le due fortezze sono collegate da mura esterne e passaggi sotterranei.
Per la sua posizione strategica fu utilizzato dai soldati francesi di Napoleone Bonaparte durante la guerra delle Alpi e la prima campagna d'Italia tra il 1792 e il 1797.